# Joep Thissen
Joseph Alphons Maria (Joep) Thissen (Roermond, 6 mei 1919 - aldaar, 5 juni 2010) was een Nederlands beeldhouwer.

## Leven en werk
Thissen was een zoon van Joseph Hubert Christoffel (Sjef) Thissen (1886-1934), mede-eigenaar van de Firma Jos. Thissen en Zn., en Delphina Theodora Anna Vermeulen. Hij studeerde in Den Haag en behaalde in 1938 de LO-akte handtekenen. Thissen werkte vervolgens als ontwerper bij het Atelier St. Joris in Beesel en voorzag unica van de firma Loré van sgraffitowerk. Naast klein aardewerk maakte hij diverse keramische gevelreliëfs. Begin jaren vijftig maakte Thissen zijn
eerste grote sculpturen.
Christoffelbeeld
Nadat in 1892 de torenspits van de Sint-Christoffelkathedraal afbrandde, ontwierp Joeps opa Jozef Thissen (1840-1920) een 3,4 meter hoog Christoffelbeeld voor de nieuwe toren. Het werd uitgevoerd in roodkoper door Theo Cox. Bij een storm in 1921 kwam het beeld naar beneden en trok daarbij de toren met het kruis mee. (In de Munsterkerk staat een replica van het beeld van Thissen/Cox.) Jarenlang had de kerk een afgeknotte toren. Architect Frits Peutz ontwierp een nieuwe spits die in 1955-1956 werd gebouwd. Joep Thissen maakte in navolging van zijn opa een nieuw Christoffelbeeld voor de toren, dat werd voorzien van een laag bladgoud en in april 1957 werd ingezegend door mgr. Lemmens.

## Werken (selectie)
- 1949: gevelreliëf 't Paradies, Munsterstraat, Roermond
- reliëf van Bernadette, voor kleuterschool aan de Hendriklaan. Herplaatst aan Bernadettehof aan het O.L. Vrouweplein, Roermond.
- 1951: uitvoering van het Heilig Hartbeeld (Dieteren) voor Jean Adams
- 1951: uitvoering van Sint Barbara in Thorn voor Jean Adams
- 1951: beeld voor de St.Franciscusput aan de Godsweerdesingel, Roermond
- 1951: tableau van O.L. Vrouw van de Altijddurende Bijstand aan de Marktstraat 44, Roermond
- 1952: grensmonument in Budel (replica in Weert)
- 1954: beelden van Sint Christoffel en graaf Otto I van Gelre en zijn vrouw Richardis, eerste abdis van het Onze-Lieve-Vrouwenmunster,[6] voor de Stationstunnel (west) in Roermond. Ter plekke een kopie van de graaf, het originele beeld is geplaatst in het Stadspark aan de Voogdijstraat.
- 1954: Spierkracht en Denkkracht voor de Stationstunnel (oost) in Roermond.[7] De huidige beelden van de mijnwerker en industriewerker zijn replica's, er zijn plannen om de originele beelden terug te plaatsen.
- 1956: borstbeeld kapelaan Jan Willem Berix in Meers[8]
- 1957: Christoffelbeeld voor de Sint-Christoffelkathedraal, Roermond
- 1962: corpus voor het wegkruis aan de Hoogstraat/Mussenberg in Horn
- ca. 1975: gevelreliëf voor de bibliotheek van Roggel. Herplaatst aan het Mariaplein in Beesel.
- reliëf aan school in de ds. Hoogendijkstraat, Roermond
- reliëf aan de Nassaustraat, Roermond

## Foto's

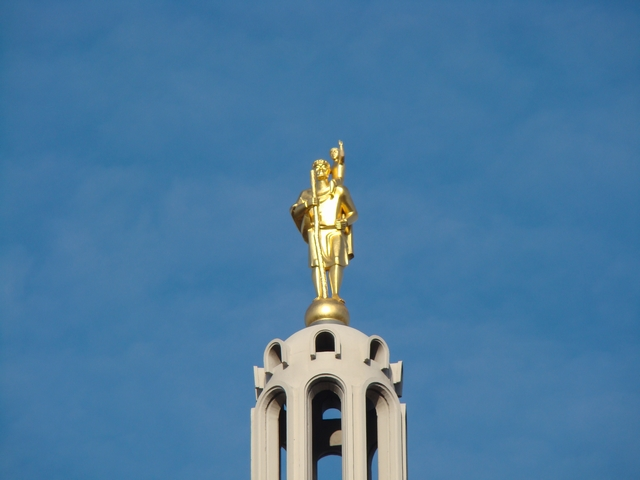
Christoffelbeeld
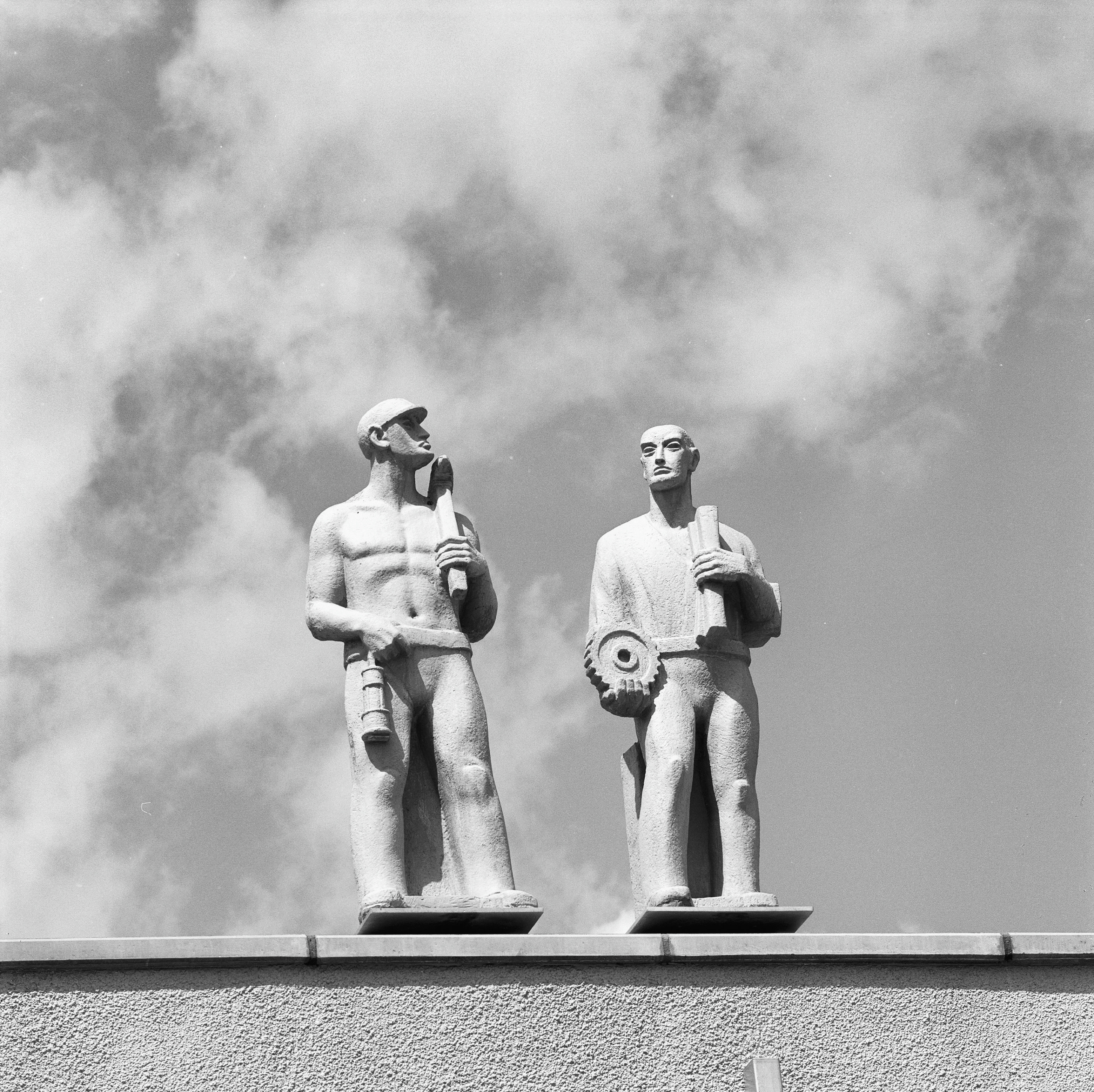
Spierkracht en Denkkracht

- RKD-Nederlands Instituut voor Kunstgeschiedenis: 77130